# Ionel Oprișan
OPRIȘAN, I. [=IONEL], n.17.04.1940 în satul Vădeni [pe Prut], com. Cavadinești, jud. Galați, din părinții: Ion Oprișan, agricultor, mort pe front, în 1941, și Smaranda Oprișan (n. Dabija), agricultoare, decedată în 2002.
Studii: școala primară (cls. 1-4) în satul natal (1946-1950); cls. 5-7 în satul Gănești, com. Cavadinești, jud. Galați (1950-1953); Școala Medie tip X, în com. Pechea, jud. Galați (1953-1956); Facultatea de Filologie a Universității din București (1958-1963); Studii post-universitare de limbă germană (1972); Goethe-Institut Göttingen, Germania (1974).
A îndeplinit, în decursul timpului, următoarele funcții: casier la Cooperativa de Consum, sat Vădeni, com. Cavadinești, jud. Galați (1956-1957); învățător suplinitor la Școala elementară, com. Negrilești, jud. Vrancea (1957-1958); cercetător științific la Institutul de Istorie și Teorie Literară „G. Călinescu” al Academiei Române, București (stagiar: 1963-1964; cercetător: 1964-1966; cercetător principal III: 1967-1992; cercetător principal II: 1992-1996; cercetător principal I: din 1996 până în prezent; secretar științific al Institutului între 1980-1990. Între 1984-1990 a îndeplinit onorific funcția de secretar științific al Secției de Științe Filologice, Literatură și Arte a Academiei Române.
A fost bursier Humboldt (Fundația Al. v. Humboldt, R.F.Germania), 1974-1975, cu continuare, câte o lună-două, în anii următori; ultimul stagiu în 1990.
Și-a susținut doctoratul în științe filologice, cu teza Natură-Om-Civilizație în opera lui M. Sadoveanu, Universitatea din București, 1980.
A colaborat la Revista de istorie și teorie literară, Limbă și literatură, România literară, Manuscriptum, Luceafărul, Viața românească, Jurnalul literar, Revista nouă, Cultura, etc.
A fost membru al redacțiilor Revistei de istorie și teorie literară, Jurnalul literar, Memoriile Secției de Științe Filologice, Literatură și Arte.
Este fondator al Editurilor Saeculum, Saeculum I.O., Saeculum Vizual și Vestala. în cadrul cărora a coordonat și coordonează întregul program editorial.
A debutat științific cu studii în Revista de istorie și teorie literară (1963) și editorial cu vol. Folclor din Moldova-de-Jos, în seria „Folclor din Moldova“ (1969).
Lucrări de autor
Folclor din Moldova de Jos, în seria „Folclor din Moldova“, Ed. pentru Literatură, Buc., 1969; Romanul vieții lui B.P. Hasdeu, Ed. Minerva, Buc., 1990, ed. a II-a: B.P.Hasdeu sau Setea de absolut. Tumultul și misterul vieții, Ed. Vestala, Buc., 2001; G. Călinescu. Spectacolul personalității, Ed. Vestala, Buc., 1999; Istoria literaturii române în evocări, propusă de… I. Oprișan, Ed. Saeculum I.O., Buc., 2001; Opera lui Mihail Sadoveanu, I,  Ed. Saeculum I.O., Buc., 1986, ed. a II-a, 2004; Lucian Blaga printre contemporani. Dialoguri adnotate, Ed. pentru Literatură, Buc. (1987, ed.a II-a, necenzurată, Ed. Saeculum și Ed. Vestala, Buc., 1995); Basme fantastice românești, I: Fata răpită de Soare, Ed. Vestala, Buc., 2002; II: Frumoasa Lumii, III: Inima Putredă, Ed. Vestala, Buc., 2003; IV:, tom I-II Basme superstițios-religioase, Ed. Vestala, Buc., 2009; V: Fata din icoană, Ed. Vestala, Buc., 2006; VI: Busuioc și Siminoc, Ed. Vestala, Buc., 2006; VII: Țăpian și Țăpiana, Ed. Vestala, Buc., 2006; VIII-IX: Basme ale înțelepciunii, Ed. Vestala, Buc., 2008); X-XI: Basme nuvelistice, Ed. Vestala, Buc., 2009; Troițe românești. O tipologie, Ed. Saeculum I.O., Buc., 2003; La hotarul dintre lumi. Studii de etnologie românească, Ed. Saeculum I.O., Buc., 2006; Cariatide literare. Studii de istorie a literaturii române , Ed. Vestala, Buc., 2006; Opera literară a lui B.P.Hasdeu, Ed. Vestala Buc., 2007; Redescoperirea culturii populare românești. O perspectivă asupra literaturii române, Ed. Vestala, Buc., 2008; Flori de cer albastru. Povestiri pseudo-fantastice, Ed. Saeculum I.O., Buc., 2009; În umbra morții. Roman, Ed. Vestala, Buc., 2010; Lumea văzută de o artistă: Iulia Hasdeu. 1. Universul exterior, Ed. Saeculum Vizual, Buc., 2012; Mitul Brâncoveanu. Studiu monografic și corpus de texte, Ed. Saeculum I.O., Buc., 2014; Infernul prizonierilor români în Rusia Sovietică, vol. I-II, Ed, Saeculum I.O., Buc., 2014; Asaltul cetății. Dosarul de securitate al lui G. Călinescu, Ed. Saeculum I.O., Buc., 2015; Lucian Blaga sub zodia mitului, Ed. Saeculum I.O., 2015; Aurul Daciei. Întrebări; Adevăruri confirmate; Posibile răspunsuri, Ed. Saeculum I.O., Buc., 2016; B.P.Hasdeu. Modelator al sufletului românesc, Ed. Saeculum I.O., Buc., 2018; Basme fantastice românești, XII. Străvechi povești extraordinare păstrate de românii din Covasna și Harghita, Ed. Vestala, Buc., 2018; File de viață alături de mari personalități, Ed. Saeculum I.O., 2020; Miracolul literar românesc interbelic. Dialoguri adnotate, Ed. Saeculum I.O., 2020.
Volume colective
Izvoare folclorice și creație originală (sub îngrijirea lui Ovidiu Papadima), București, 1970; Temelii folclorice și orizont european în literatura română (sub îngrijirea lui Ovidiu Papadima), București, 1971; Istoria și teoria comparatismului în România (sub îngrijirea lui Al. Dima), București, 1972; Literatura română. Dicționar cronologic ( sub îngrijirea lui Al. Dima și I.C. Chițimia), București, 1979; Caietul negru, în vol. Bancuri, anecdote, expresii hazlii. Interzise ieri – inedite azi, Ed. Vestala, Buc., 1996; Vădeni pe Prut – străveche vatră de cultură, București, 2002, Dicționarul general al literaturii române, I-VI, 2006-2009.

Ediții
Ion Marin Sadoveanu, Scrieri (text ales, note, variante, comentarii, studiu introductiv de ...), I-VIII, Ed. Minerva, Buc., 1969-1985; I.M.Sadoveanu, Istoria universală a dramei și teatrului, ediție îngrijită și prefață de…, I-II, Ed. Eminescu, Buc., 1973; Nic. Densusianu, Vechi cântece și tradiții populare românești, ediție critică de ..., Ed. Minerva, Buc., 1975; Alexandru I. Philipide în dialog cu contemporanii, ediție îngrijită, prefață, traduceri, note și indice de ..., vol.I-II, Ed. Minerva, Buc., 1986; B.P.Hasdeu, Opere (ediție critică de Stancu Ilin și I. Oprișan), ., I-IV, VII, Ed. Minerva, Buc., 1986-2004; G.Călinescu, Oglinda constelată, ediție îngrijită și prefață de…, Ed. Saeculum, Buc., 1990, ed. a II-a, Ed. Saeculum I.O., Buc., 1999; *** Psalmii, ediție îngrijită și prefață de…, Ed. Saeculum, Buc.- Știința, Chișinău, 1992; M. Sadoveanu, Drumuri basarabene, ediție îngrijită și prefață de…, Ed. Știința și Ed. Saeculum, Buc.- Știința, Chișinău, 1992; B.P. Hasdeu, Opere, I-XVI, ediție coordonată de I.Oprișan și Stancu Ilin, Ed. Știința, Chișinău, 1993-2013 (realizate efectiv de I. O. vol. I-VI, IX-X, XV-XVI, XVII, 2019; XVIII-XIX, 2020); Ovidiu Papadima, O viziune românească a lumii, ediție îngrijită de…, Ed. Saeculum I.O., Buc., 1995, 2009; B.P.Hasdeu, Omul de Flori. Basme și legende populare românești, ediție critică de ..., Buc., 1997; Tudor Vianu, Dicționar de maxime comentat, ediție critică de ..., Ed. Saeculum I.O., Buc., 1997; Mircea Vulcănescu, Războiul pentru întregirea neamului, ediție îngrijită și prefață de…, Ed. Saeculum I.O., Buc., 1999; Eugen Lozovan, Dacia sacra, ediție critică de ..., Ed. Saeculum I.O., Buc., 1999; Grigore Nandriș, 8 ani din viața României, ediție îngrijită și prefață de ..., Ed. Saeculum I.O., Buc., 1999; Lucian Predescu, Enciclopedia României. Cugetarea, ediția anastatică, cu o prefață de…, Ed. Saeculum I.O, Buc., 1999; Gr. Nandriș, O radiografie a exilului românesc. Corespondență emisă și primită, ediție îngrijită și prefață de ..., Ed. Vestala, Buc., 2000; C. Manolache, Scânteietoarea viață a Iuliei Hasdeu, ediție critică de..., Ed. Saeculum I.O., Buc., 2000; Gh. F.Ciaușanu, Superstițiile poporului român în asemănare cu ale altor popoare vechi și noi, ediție critică de ..., Ed. Saeculum I.O., Buc., 2001; B.P.Hasdeu, Publicistică politică, ediție critică de…, I-II, Ed. Saeculum I.O., Buc., 2001; B.P. Hasdeu, Studii și articole de economie politică, ediție critică de ..., Ed. Saeculum I.O., Buc., 2002; B.P.Hasdeu, Soarele și Luna. Folclor tradițional în versuri, ediție critică de..., I-II, Ed. Saeculum I.O., Buc., 2002; Pamfil Șeicaru, Scrieri din exil, I-II, ediție îngrijită și prefață de…, Ed. Saeculum I.O., Buc., 2002; ***Corpusul receptării critice a operei lui M. Eminescu, Sec XIX, vol. I-III, ediție critică de ... și Teodor Vârgolici, Ed. Saeculum I.O., Buc., 2002; B.P.Hasdeu, Folcloristica, ediție critică de…, I-II, Ed. Saeculum I.O., Buc., 2003; Teodor Burada, Puncte extreme ale spațiului etnic românesc, ediție critică de…, Ed. Saeculum I.O., Buc., 2003; Nicolae Petrescu, Primitivii, ediție îngrijită și prefață de…, Buc., Ed. Saeculum I.O., 2003; *** Corpusul receptării critice a operei lui M.Eminescu. Sec. XX, vol. I-XXXIII; ediție critică de…(la vol.I text ales, stabilit cu Teodor Vârgolici), Ed. Saeculum I.O., Buc., 2004-2012; Nicolae Petrescu, Memorii, I. Plăcerea de a trăi pe alte meridiane; II. În vâltoarea vieții românești, ediție îngrijită și prefață de…, Ed. Vestala, Buc., 2004; Marcel Olinescu, Mitologie românească, ediție critică de…, Ed. Saeculum Vizual, Buc., 2004; Bibliografia generală a etnografiei și folclorului românesc. 1956-1964, Ed. Saeculum I.O., Buc., 2004; Bibliografia generală a etnografiei și folclorului românesc. 1965-1969, Ed. Saeculum I.O., Buc., 2005; Teohari Antonescu, Cultul Cabirilor în Dacia, ediție critică de…, Ed. Saeculum I.O., Buc., 2005; N.Iorga, Transilvania (vol.I, Neamul românesc în Ardeal și Țara Ungurească la 1906; vol.II-III, Istoria românilor din Ardeal și Ungaria, 1-2; IV, Sate și preoți din Ardeal; V, Viața românescă în Ardeal; VI, Faptă și suferință românească în Ardeal; VII, Lupta „științifică” împotriva dreptului românesc în Ardeal, VIII, Ce pătimesc frații noștri; IX, Ceasul pe care-l așteptam, X, Noua generație ardeleană; XI, Ceasul șacalilor; XII, Poate muri un popor?), ediție critică de…, Ed. Saeculum I.O., Buc., 2005-2012; B.P.Hasdeu, Corespondență inedită, ediție critică de…, Buc., 2005; I.M.Marinescu, O viață supusă destinului, ediție îngrijită și prefață de…, Ed. Vestala, Buc., 2005; Iulia Hasdeu, Oeuvre poétique/Opera poetică, traducere de Augustin Cipeianu, prefață de Jenica Tabacu, ediție îngrijită și postfață de…, Ed. Saeculum I.O., Buc., 2005; Bibliografia generală a etnografiei și folclorului românesc. 1970-1995, Ed. Saeculum I.O., Buc., 2006, ediție îngrijită și prefață de ... ; Val Cordun, Timpul în răspăr. Încercare asupra anamnezei în basm, ediție critică de…, Ed. Vestala, Buc., 2005; Tony Brill, Tipologia legendei populare românești, vol. I, Legenda etiologică, prefață de Sabina Ispas, ediție critică și studiu introductiv, de…, Ed. Saeculum I.O., Buc., 2005, vol. II, Legenda istorică și Legenda religioasă, ed. critică și studiu introductiv de…, Ed. Saeculum I.O., Buc., 2006; Frédéric Damé, Încercare de terminologie poporană română, ediție îngrijită și prefață de…, Ed. Vestala, Buc., 2006; Teodor Burada, Datinile poporului român la înmormântări, ediție critică de…, Ed. Saeculum I.O., Buc., 2006; Adolf Schullerus, Tipologia basmelor românești și a variantelor lor, traducere de Magda Petculescu, ediție critică de…, Ed. Saeculum I.O., Buc., 2006; Tudor Pamfile, Mitologia poporului român, ediție critică de…, I-II, Ed. Vestala, Buc., 2006; B.P.Hasdeu, Opere, ediție critică de I.Oprișan și Stancu Ilin, prefață Eugen Simion, I-IV, colecția „Opere fundamentale”, Ed. Univers Enciclopedic, Buc., 2006-2007; B.P.Hasdeu, Sic Cogito, ediție crtitică de …, Ed. Vestala, Buc. 2007; B.P.Hasdeu, Foaea de storiă română, ediție îngrijită și prefață de…, Ed. Vestala, Buc. 2007; B.P.Hasdeu, Foița de istorie și literatură, ediție îngrijită și prefață de…, Ed. Vestala, Buc. 2007; Mărgărita Miller-Verghi, Vechi motive decorative românești/Motifs anciens de décoration roumaine, ediție critică de…, Ed. Vestala, Buc., 2007; B.P.Hasdeu, Din Moldova (Lumina), ediție îngrijită și prefață de…, Ed. Vestala, Buc. 2008; B.P.Hasdeu, Scrieri istorice, ediție critică de…, I-II, Ed. Vestala, Buc. 2008; B.P.Hasdeu, România, ediție îngrijită și prefață de…, Ed. Vestala, Buc. 2008; Atanasie M.Marinescu, Cultul păgân și creștin. Sărbătorile și datinile române vechi, ediție îngrijită și prefață de…, Ed. Saeculum I.O., Buc., 2008; Teofil Simensky, Dicționarul înțelepciunii, ediție îngrijită după maniscris și prefață de…, București, 2008; G.Popa-Lisseanu, Legendele și miturile Olimpului, I Legendele zeilor; II Legendele eroilor, ediție îngrijită și prefață de…, Ed. Vestala, Buc., 2008; B.P.Hasdeu, Aghiuță, ediție îngrijită și prefață de…, Ed. Vestala, Buc. 2009; N.Iorga, Istoria lui Mihai Viteazul, ediție critică de…, Ed. Saeculum I.O., Buc., 2009; Ovidiu Papadima, Ghicitoarea. Formele ei de artă, ediție îngrijită și antologie de ghicitori de…, Ed. Saeculum I.O., Buc., 2009; Ovidiu Papadima, Anton Pann – „cântecele de lume” – și folclorul Bucureștilor, ediție îngrijită de…, Ed. Saeculum I.O., Buc., 2009; Iulia Hasdeu, Cugetări, ediție critică de…., Ed. Saeculum I.O., Buc., 2010; Cutremure de pământ și semne cerești în istoria României, antologie și prefață de…, Ed. Saeculum I.O., Buc., 2010; Ciprian Doicescu, Iulia Hasdeu, ediție îngrijită de…, Ed. Vestala, Buc., 2010; I.Aurel Candrea – Gh. Adamescu, Dicționar enciclopedic ilustrat, ediție îngrijită și prefață de…, I-II, Ed. Saeculum I.O., Buc., 2010; I.Anestin, Savanți și inventatori care au schimbat cursul lumii, ediție îngrijită și prefață de…, Ed. Saeculum Vizual, Buc., 2010; G.Popa-Lisseanu, Continuitatea românilor în Dacia. Dovezi noi, ediție îngrijită și prefață de I.Oprișan, Ed. Vestala, Buc., 2010; G.Popa-Lisseanu, Izvoarele istoriei românilor, ediție îngrijită și prefață de…, I-IV, Ed. Saeculum I.O., Buc., 2010; Iulia Hasdeu, Jurnal fantezist, ediție îngrijită și prefață de Crina Bocșan-Decusară, postfață de…, Ed. Vestala, Buc., 2011; B.P.Hasdeu, Satyrul, ediție critică de…, Ed. Saeculum I.O., Buc., 2011; Ovidiu Papadima, Opera critică, I Scriitorii și lumea lor, ediție critică de…, Buc., 2011; D.Teleor, Anecdote despre mari personalități române, ediție, prefață și tabel cronologic de…, Ed. Saeculum Vizual, Buc., 2011; Vasile Pârvan, Dacii la Troia. Studii de protoistorie a Daciei, ediție îngrijită și prefață de…, Ed. Saeculum I.O., Buc., 2011; Zamfir C.Arbore, Dicționarul geografic al Basarabiei, ediție îngrijită și prefață de…, Ed. Saeculum I.O., Buc., 2012; Artur Gorovei, Credințe și superstiții ale poporului român, ediție critică de…, Ed. Saeculum I.O., Buc., 2012; N.Iorga, Istoria bisericii românești și a vieții religioase a românilor, vol. I-II, ediție îngrijită și prefață de…, Ed. Saeculum I.O., Buc., 2012; N.Iorga, Istoria universală. Prolegomene, I-III, ediție îngrijită și prefață de…, Ed. Saeculum I.O., Buc., 2012; Al.Odobescu, Tainele trecutului românesc, ediție critică de…, Ed. Saeculum I.O., Buc., 2012; Lazăr Șăineanu, Ielele zânele rele. Studii folclorice, ediție critică de…, Ed. Saeculum I.O., Buc., 2012; B.P.Hasdeu, Arhiva istoriă a României, vol. I-II, ediție critică de…, Ed. Saeculum I.O., Buc., 2013; Augustin Scriban, Dicționarul limbii românești. Etimologii, înțelesuri, exemple, citații, arahisme, neologisme, provincialisme, ediție critică și prefață de…, Ed. Saeculum I.O., Buc., 2013; A. D. Xenopol, Istoria românilor din Dacia Traiana, vol. I-V, ediție critică și prefață de…, Ed. Saeculum I.O., Buc., 2013-2019; N. Iorga, Viața și domnia lui Constantin Vodă-Brâncoveanu, ediție îngrijită și prefață de…, Ed. Saeculum I.O., Buc., 2014; G. Popa-Liseanu, Dacia în autorii clasici, I. Autorii latini clasici și postclasici, II. Autorii greci și bizantini, ediție îngrijită și prefață de…, Ed. Vestala, Buc., 2015; B. P. Hasdeu, Ioan Vodă cel Cumplit, ediție critică de…, Ed. Vestala, Buc., 2017; B. P. Hasdeu, Lumea de apoi, ediție critică, prefață și anchetă mitologică contemporană privitoare la sfârșitul lumii, de…, Ed. Vestala, Buc., 2017; B. P. Hasdeu, Ursita, ediție critică de…, Ed. Vestala, Buc., 2017; N. Iorga, B.P.Hasdeu, basarabeanul genial, ediție critică de…, ed. a II-a, revizuită și augumentată de…, Ed. Saeculum I.O., Buc., 2017; B. P. Hasdeu, Istoria culturii în Dacia, I. Limba slavică la români până la anul 1400, ediție îngrijită și prefață de…, Ed. Saeculum I.O., Buc., 2017; Nic. Densusianu, Revoluțiunea lui Horia în Transilvania și Ungaria. 1784-1785, ediție îngrijită și prefață de…, Ed. Vestala, Buc., 2017; Erich von Falkenhayn, Campania armatei a IX-a împotriva românilor și rușilor. 1916-1917, în românește de maiorii Al. Budiș și C. Franc, ediție îngrijită și prefață de…, Ed. Saeculum I.O., Buc., 2018; Mareșal Al. Averescu, Operațiile de la Flămânda. O mare ocazie ratată, ediție îngrijită și prefață de…, Ed. Saeculum I.O., Buc., 2018; Const. Kirițescu, Povestea sfântului nostru război, ediție îngrijită și prefață de…, Ed. Saeculum I.O., Buc., 2018; General G. D. Mărdărescu, Campania pentru dezrobirea Ardealului și ocuparea Budapestei (1918-1920), ediție îngrijită și prefață de…, Ed. Saeculum I.O., Buc., 2018; Petru Nemoianu, Prima Alba Iulia, ediție îngrijită și prefață de…, Ed. Saeculum I.O., Buc., 2018; Z. Sandu, Măreața Adunare de la Alba Iulia, ediție îngrijită și prefață de…, Ed. Saeculum I.O., Buc., 2018; N. Iorga, Istoria literaturii românești. Epoca veche și secolul al XVIII-lea, vol. I-III, Prefață de Eugen Simion; Tabel cronologic, note și comentarii de I. Oprișan; Ediție îngrijită de I. Oprișan și Ileana Mihăilă, Buc., 2019; vol. IV-V, idem…, 2021.

*
Ecouri în presă la lucrările de autor (Exemplificări incomplete)
[Opera lui Mihail Sadoveanu, I]
Dan Mănucă, I. Oprișan, Opera lui Mihail Sadoveanu, în Anuar de lingvistică și istorie literară, tom XXX-XXXI, 1985-1987, p. 259-260; C. Trandafir, Sadoveanu – un temerar proiect exegetic, în Contemporanul, nr. 47 (2088), 21 noiembrie 1986, p. 12; M. Ungheanu, I. Oprișan, Opera lui Mihail Sadoveanu, în Luceafărul, XXIX, nr. 37 (1270), 13 sept. 1986, p. 2; Const. Ciopraga, O exegeză sadoveniană, în Convorbiri literare, XCII, nr. 11 (1203), nr. 1986, p. 5; Rodica Florea, O nouă exegeză sadoveniană, în România literară, XIX, nr. 34, 21 aug. 1986, p. 10; Stancu Ilin, Opera lui Mihail Sadoveanu, I, Natură-om-civilizație în opera lui M.Sadoveanu în Limbă și literatură, 1987; Ion Simuț, I.Oprișan, Opera lui Mihail Sadoveanu, vol. I, în Steaua, XXXVIII, nr. 2 (472), febr. 1987, p. 53; Cornelia Manicuța, I. Oprișan, Opera lui Mihail Sadoveanu, în Ateneu, nr. 2 (207), febr. 1987, p 6.; Teodor Vârgolici, Sensuri fundamentale ale operei lui M.Sadoveanu, în Adevărul literar și artistic, XII, nr.742, 9 noiembrie 2004. 

[Lucian Blaga printre contemporani. Dialoguri adnotate]
Achim Mihu, Lucian Blaga un mister?, în Tribuna, XXXII, nr. 14 ( 1633), 7 aprilie 1988, p. 4; nr. 15 (1634), 14 aprilie 1988, p. 2; nr. 16 (1635), 21 aprilie 1988, p. 2; nr. 17 (1636), 28 apr. 1988, p. 3; nr. 18 ( 1637), 5 mai 1988, p. 21; Aurel Sasu, De la „n-aș putea” la „mi se pare”, în Tribuna; XXXII, nr. 20 (1639), 19 mai 1988; Șerban Cioculescu, Portretul lui Lucian Blaga, în România literară, XXI, nr. 6, 4 februarie 1988; XXI, nr. 7, 11 februarie 1988; M Ungheanu, Ionel Oprișan: Lucian Blaga printre contemporani. Dialoguri adnotate, în Luceafărul, XXXI; nr. 19 (1356), 7 mai 1988; George Pruteanu, Lecturi (Memorie și memorialistică), în Convorbiri literare, XCIV, 1219, nr. 3, martie 1988, p. 12-13; Mircea Muthu,: Un portret prismatic Lucian Blaga, în Steaua, XXXIX, nr. 3 (490), martie 1988, p. 15; Teodor Vârgolici, Lucian Blaga și contemporanii săi, în Adevărul literar și artistic, 28 mai 1995; Alexandra Crăciun, Un alt fel de portret, în Caiete critice, nr.5-7 (90-92) 1995, p.91-92; Valeriu Cristea, Lucian Blaga printre contemporani…și printre noi, în Caiete critice, nr.5-7 (90-92) 1995, p.10-14. 

[Romanul vieții lui B.P.Hasdeu, ed.a II-a cu titlul: B.P.Hasdeu sau Setea de absolut]
Nicolae Popa, Modelul Hasdeu, în Literatura și Arta, 4 iulie 1991, p. 3; Florin Faifer, Hasdeu sau despre absolut, în Cronica, XXVI, nr. 8 (1250), 2 II 1991; Ion Bălu, I. Oprișan – Romanul vieții lui B.P.Hasdeu, în România liberă, XLIX, nr. 14503, serie nouă, nr. 469, 22 august 1991; Constantin Trandafir, Un vrednic exeget, în Acțiunea, II, nr.51, 19 februarie 1992, p.2; Teodor Vârgolici, B.P.Hasdeu sau setea de absolut, în Adevărul literar și artistic, XI, nr. 604, 12 februarie 2002, p. 4; Constantin Trandafir, Hasdeiana. 1. O biografie impunătoare, în Pagini literare, II, februarie 2002, p. 230; Dumitru Matală, B.P.Hasdeu sau Setea de absolut, în Universul cărții, nr.5, 2004, p.9

[G. Călinescu. Spectacolul personalității]
C. Stănescu, Genialul „oportunist”, în Adevărul, 8/9 ian. 2000, p. 3; Liviu Grăsoiu, La un centenar, în Luceafărul, nr. 9(455), serie nouă, 8 martie 2000, p. 18; Daniel Cristea Enache, Posteritatea lui G. Călinescu (I) Corabia din cadă, în Adevărul literar și artistic, X, nr. 563, 10 aprilie 2001, p. 5; Posteritatea lui G. Călinescu (II) Marele subiect, Adevărul literar și artistic, X nr. 564, 24 aprilie 2001, p. 5; Dumitru Matală, G.Călinescu. Spectacolul personalității, în Universul cărții, XIII, nr.11(55), noiembrie 2003, p.9. 

[Istoria literaturii române în evocări]
Constantin Trandafir, O istorie a literaturii române în evocări, în Zarva, II, nr. 6 (16), iunie 2001, p. 5; Teodor Vârgolici, Scriitori evocați de scriitori, în Adevărul literar și artistic, X, nr. 576, 17 iulie 2001, p. 4.

[Opera literară a lui B.P.Hasdeu]
Florentin Popescu, Un reper fundamental: B.P.Hasdeu, în Caligraf, VIII, nr.817, martie 2008, p.3; Teodor Vârgolici, Opera literară a lui B.P.Hasdeu, în România literară, XL, nr.20, 23 mai 2008, p.19; Constantin Trandafir, O sinteză a operei literare hasdeene, în Axioma, IX, nr. 6 (99), iunie 2008, p.3 (3011).

[La hotarul dintre lumi]
Teodor Vârgolici, Studii de etnologie românească, în Adevărul literar și artistic, XV, nr.832, 19 august 2006, p.C2.

[Cariatide literare]
Teodor Vârgolici, Cariatidele literaturii române, în Adevărul literar și artistic, 24 iunie 2006, p.C2; Florentin Popescu, I.Oprișan, Cariatide literare, în Sud, X, nr.9-10 (86-87), sept.-oct.2006, p.7.    
[Folclor din Moldova de Jos]
Ion Popescu, Folclor din Moldova, în Mitropolia Moldovei și Sucevei, XLV, nr.7-9, iulie-septembrie 1969, p.536-537.

[Basme fantastice românești]
Teodor Vârgolici, O fundamentală colecție de „Basme fantastice românești”, în Adevărul literar și artistic, XII, nr. 652, 4 februarie 2003, p. 4; Viorica Nișcov, „Omu’ e veșnic dornic de necunoscut”,  în  LA&I Litere, Arte, Idei, Supliment de cultură al ziarului Cotidianul, Serie nouă, VIII, nr. 13 (269), 31 martie 2003, p. 4-5; Ion H.Ciubotaru, Perenitatea basmului românesc, în Revista română, IX, nr. 2 (32), mai 2003, p. 9; Niculina Chiper, Basme fatastice românești, I-IV, în Limbă și literatură, vol. I-II, 2005, p.141-142; Teodor Vârgolici, O fundamentală culegere de „Basme fantastice românești”, în Adevărul literar și artistic, XVI, nr.856, 31 ianuarie 2007, p.4; Teodor Vârgolici, Basme fatnastice românești, în Adevărul litarer și artistic, XL, nr.31, 8 august 2008, p.19; Iordan Datcu, Starea prozei populare, în Pro Saeculum, Focșani, nr.4, 2009, p.130-131 (reprodusă în vol. Misscellanea ethnologica, 2010, p.407-409); Viorica Niscov, O istorie a colecțiilor, în vol. Ești cât povestești, 2012, p.87-95.

[Troițe românești. O tipologie]
Teodor Vârgolici,Un monumental album de troițe românești în Adevărul literar și artistic, nr.697, 23 decembrie 2003; Iordan Datcu, Un simbol, în România literară, nr.20, 26 mai-2 iunie 2004, p.7 (reluat în vol. Miscellanea ethnologica, 2010, p.324-326); Gheorghiță Geană – Elena-Alina Mărăcine, I.Oprișan, Troițe românești. O tipologie, București, 2003, în Sociologie românească, vol.VII, nr.3, 2009, p.135-137; 
[Asaltul cetății. Dosarul de securitate a lui G. Călinescu]
Bogdan Crețu, Sub lupa securității, în Observator cultural, XIV, nr. 503 (761), 26 febr. - 4 martie 2015, p. 8-9.
Alexandru Dumitru, Leul cu cinci picioare și două cozi, aceeași trimitere, p.9
Geo Șerban, Avatarii lui G. Călinescu prin ceața suspiciunilor fostei Securități, aceeași trimitere, p.10-11.

[Mitul Brâncoveanu în creația populară românească. Studiu monografic și corpus de texte]
Nicolae Constantinescu, Cultura antropologică. Studii, cronici, comentarii, Editura Etnologică, București, 2016, p. 245-248 
[Infernul prizonierilor români în Rusia Sovietică, vol. I-II]
Nicolae Constantinescu, „Am înțeles că viață mai amărâtă ca așa ceva nu este…“ „Rememorări ale prizonierilor de război în URSS“, Cultura antropologică. Studii, cronici, comentarii, Editura Etnologică, București, 2016, p. 249-252.
      
[Miracolul literar românesc interbelic]
Constantin Trandafir, Miracolul literar românesc interbelic, în Acolada, nr. 2, februarie 2021, p.8
Ecouri în presă la scrierile în colaborare
[Izvoare folclorice și creație originală]
Ov. S. Crohmălniceanu, Izvoare folclorice și creație originală, în Romania literară, nr. 35, 27. 8. 1970, p. 15; V. Fanache, Izvoare folclorice și creație originală, în Tribuna, XIV, nr. 43 (717), 22 oct. 1970, p. 2-3; Sergiu Drincu, Izvoare folclorice și creație originală, în Orizont, XXI, nr.12, decembrie 1970, p.92-93; Petru Ursachi, Izvoare folclorice și creație originală, în Cronica, IV, nr.5, 30 ianuarie 1971, p.3; Edgar Papu, Istoria și teoria comparatismului în Romania, în România liberă, XXI, nr. 8804, 13 febr. 1973, p. 2.

[Vădeni pe Prut – Străveche vatră de cultură]
Teodor Vârgolici, Monografia unei străvechi vetre românești, în Adevărul literar și artistic ,XI, nr. 634, 17 sept. 2002, p.4.; Iordan Datcu, Cartea de etnologie și editorii ei. Monografii, în Răstimp; Revistă de cultură și tradiție populară, VI, nr. 1 (23) 2003, p. 6-7.
Ecouri în presă la scrierile beletristice
[Flori de cer albastru. Povestiri pseudofantastice]
[În umbra morții. Roman]
Dumitru Micu, I.Oprișan, prozator, în Cultura, V, nr.5 (200), 11 februarie 2010, p.14, 19; Constantin Trandafir, Un prozator de mult așteptat, în Axioma, XI, nr.2 (119), februarie 2010, p.3 (3731); Iordan Datcu, I.Oprișan, prozator, în Cafeneaua litarară, VII, nr.4/79, aprilie 2010, p.24-25; Dumitru Micu, Nunți, înmormântări și mistere, în Cultura, V, nr.20 (275), 27 mai 2010, p.14 (reprodus împreună cu I.Oprișan, prozator, în vol. D.Micu, Critici scriitori, …393-402); Constantin Trandafir, Încercarea temelor „mari”, în Convorbiri literare.., reluat în vol. Cititul prozei. De la 1960 până azi, Ed. Dacia XXI, Cluj-Napoca, 2011, p.191-197. 

Ecouri în presă la edițiile critice
[Ediția I.M.Sadoveanu, Scrieri, vol I-VIII]
D. Micu, Ion Marin Sadoveanu, Scrieri, vol I, în România literară, II, nr. 34 (46), 21 aug. 1969, p. 11; Șerban Cioculescu, Ion Marin Sadoveanu, în România literară III, nr. 4(68), 22 ianuarie 1970, p. 4; Șerban Cioculescu, Ion Marin Sadoveanu și teatrul românesc, în România literară, XI, nr. 37, 14 sept. 1978; p. 7. 
Nic. Densusianu, Vechi cântece și tradiții populare românești]
Emil Manu, Nicolae Densusianu, „Vechi cântece și tradiții populare românești în Săptămâna, Serie nouă, nr. 268, 23 ian. 1976. 
[Al. I.Philipide în dialog cu contemporanii, I-II]
Șerban Cioculescu, Alexandru I. Philipide și „ Junimea” în România literară, XX, nr. 16, 16 apr. 1987, p.7; Nae Antonescu, Alexandru Philipide în dialog cu contemporanii, în Steaua, nr. 7 (482), iulie 1987, p. 61-62; Constantin Trandafir, A.I.Philipide – o figură fascinantă,  în Contemporanul, nr. 43 (2136), 23 oct. 1987 p. 12; I.Hangiu, Alexandru I.Philippide în dialog cu contemporanii, în Limbă și literatură, vol.III, 1987, p.410-413.

[Tudor Vianu, Dicționar de maxime comentat]
G. Bulgăr, Dicționar de maxime comentat, în Adevărul literar și artistic, VI, nr. 399, 21 dec. , 1997, p. 5. 
[Cronici la edițiile B.P.Hasdeu]
Teodor Vârgolici, Proza lui B.P.Hasdeu în ediție critică, în Adevărul literar și artistic, V, nr. 341, 20 oct. 1996, p. 4; Teodor Vârgolici, Publicistica politică a lui B.P.Hasdeu, în Adevărul literar și artistic, XI nr. 601, 22 ianuarie 2002, p. 4; Remus Zăstroiu, Viața politică dintre 1869 și 1900 în viziunea lui B.P.Hasdeu. La o nouă ediție a scrierilor politice hasdeene, în Revista română, VIII, nr. 2 (28), iulie 2002, p. 21; Mircea Popa, B.P.Hasdeu în ediție critică, în Piața literară, nr. 11, 2002, p. 18; Teodor Vârgolici, B.P.Hasdeu și economia politică, în Adevărul literar și artistic, XI, nr. 631, 27 aug, 2002, p.4; Teodor Vârgolici, B.P.Hasdeu și folclorul românesc, în Adevărul literar și artistic, XI, nr. 641, 5 noiembrie 2002, p.4; Silvia Ciobotaru, Încă un pilastru pentru domul hasdeian, în Revista română, IX, nr. 2 (32), mai 2003, p. 16; Teodor Vârgolici, Dramaturgia lui B.P.Hasdeu, în Adevăr literar și artistic, XIII, nr.711, 6 aprilie 2004; Dimitru Matală, Soarele și Luna, vol.I-II, în Universul cărții, nr.5, 2004, p.9; Studii și articole de economie politică, în Universul cărții, nr.5, 2004, p.9; Publicistica politică, I-II, în Universul cărții, nr.5, 2004, p.9; Folcloristica, I-II, în Universul cărții, nr.5, 2004, p.9; Dimitru Matală, Culegător de folclor, în Revista nouă, II, nr.5 (14), mai 2005, p.29; Constantin Trandafir, Publicistica politică a lui B.P.Hasdeu, în Axioma, VI, nr.9 (66) septembrie 2005, p.5; Teodor Vârgolici, Corespondență inedită B.P.Hasdeu, în Adevărul literar și artistic, 15 aprilie 2006, p. 2; Ion Simuț, Mersul ediției Hasdeu, în România literară, nr.4, 1-7 februarie 2006, p.13; Teodor Vârgolici, O monumentală ediție a operelor lui B.P.Hasdeu, în Sud, II, nr.6 (107), iunie 2008, p.15; Teodor Vârgolici, Revistele lui B.P.Hasdeu, în România literară, XL, 22 februarie 2008, p.12; Teodor Vârgolici, Revistele lui B.P.Hasdeu, în România literară, XLI, 31 iulie 2009, p.5; Teodor Vârgolici, B.P.Hasdeu și revista Aghiuță, în România literară, XLI, nr.21, 29 mai 2009, p.11. 
[Eugen Lozovan, Dacia sacră]
Teodor Vârgolici, Dacia sacră, în Adevărul literar și artistic, VIII, nr. 453, 26 ian. 1999. p. 4.
[Cronici la edițiile Grigore Nandriș]
Teodor Vârgolici, Jurnalul lui Grigore Nandriș, în Adevărul literar și artistic, IX, nr. 503, 1 februarie 2000, p.4; Teodor Vârgolici, Grigore Nandriș și exilul românesc, în Adevărul literar și artistic, X, nr. 558, 6 martie 2001, p. 4.

[Pamfil Șeicaru, Scrieri din exil, I-II]
Teodor Vârgolici, Scrierile din exil ale lui Pamfil Șeicaru, în Adevărul literar și artistic, XII, nr. 649, 14 ianuarie 2003, p. 4.

[Corpusul receptării critice a operei lui M. Eminescu, sec. XIX (I-III); sec. XX (I-XXXIII)]
C. Stănescu, Un mit compensator, în Adevărul, nr. 3907, 18/19 ianuarie 2003, p. 3; C.Stănescu, Un tânăr zoios, în Gândul, I, nr. 195, 17 decembrie 2005, p.7; C.Stănescu, „Poetul la modă”, Adevărul, 15 ianuarie 2005, p.3; D.Matală, Poetul, opera și viața, în Pro saeculum, IV, nr.4 (18) iunie 2005, p.88-89; Alina Pistol, Corpusul receptării critice a operei lui Mihai Eminescu…, Studii eminescologice, 8 Clusium, 2006, p.207-210; Liviu Grăsoiu, Momente întru nemurirea poetului, în Viața românească, C1 (101), nr.3, martie 2006, p.199-202; Liviu Grăsoiu, Mereu Eminescu, în Luceafărul, nr.30-31, 1 august 2007, p.21; Dumitru Micu, Un vechi studiu necunoscut despre Eminescu: A.C.Cuza, Mihail Eminescu ca reprezentant al romantismului, în Cultura, V, nr.8 (312), 3 martie 2011, p.16-17.

[Nicolae Petrescu, Memorii, 1-2]
Iordan Datcu, Plăcerea de a trăi pe alte meridiane în Luceafărul, nr.38/26 octombrie 2005, p.5; Dumitru Matală, Calitatea de martor, în Pro Saeculum, IV, nr.2, 2005, p.78; Teodor Vârgolici, Memoriile lui Nicolae Petrescu, în Adevărul literar și artistic, XIV, nr.790, p.7. 

[Iulia Hasdeu, Opera poetică/Oeuvre poetique]
Constantin Trandafir, Despre poezia Iuliei Hasdeu, în Axioma, VI, nr.7 (64), iulie 2005, p.5; Thalia Mușat, Opera poetică a Iuliei Hasdeu, în Revista nouă, II, nr.6 (15), iunie 2005, p.12; Teodor Vârgolici, Opera poetică a Iuliei Hasdeu într-o remarcabilă ediție bilingvă, în Adevărul literar și artistic, XVI, nr.771, 7 iunie 2005, p.4; Liviu Grăsoiu, Reactualizarea operei unui copil genial, în Convorbiri literare, CXXXIX, nr.2 (122), februarie 2006, p.75-76.

[Iulia Hasdeu, Cugetări]
Teodor Vârgolici, Cugetările Iulie Hasdeu, în Adevărul literar și artistic, 27 mai 2006, p.C2.
      
[C.Manolache, Scânteietoerea viață a Iuliei Hasdeu]
Dumitru Matală, C.Manolache, Scânteietoarea viață a Iulie Hasdeu, în Universul cărții, XIII, nr.11 (155), noiembrie 2003, p.9.

[Teohari Antonescu, Cultul Cabirilor în Dacia]
Teodor Vârgolici, Cultul Cabirilor în Dacia, în Adevărul literar și artistic, XV, nr.841, 18 octombrie 2006, p. 4-5. 

[Iuliu Dragomirescu, Ideile și faptele lui Bogdan Petriceicu Hasdeu]
Teodor Vârgolici, Prima monografie despre B.P.Hasdeu, în Adevăr literar și artistic, XI, nr.872, 21 mai 2007, p.12.

[Adolf Schullerus, Tipologia basmelor românești…]
Nicolae Constantinescu, Dintre sute de traduceri, în Sud, II, nr.4 (105) aprilie 2008, p.17.

[N.Iorga, Transilvania, vol.I-XI]
Dumitru Matală, Trupul și sufletul unui popor, Luceafărul, nr.9 (733), 8 martie 2008, p.6; dr.Ioan Lăcătușu, Un proiect de anvergură: Redactarea integrală a volumelor, studiilor, articolelor și conferințelor lui N.Iorga, referitoare la Transilvania și la românii ardeleni, în Condeiul ardelean, IV, serie nouă, nr.92 (127), 12-18 iunie 2009; nr.93 (128), 19-25 iunie 2009; nr.94 (129), 26 iunie-21 iulie 2009; nr.95 (8130), 3-9 iulie 2009; nr.96 (131), 10-16 iulie 2006; nr.97 (132), 17-23 iulie 2009; dr. Ioan Lăcătușu, N.Iorga la Tg. Mureș, în Vatra veche, nr.6/2009.

[Tony Brill, Tipologia legendei populare românești, I-II]
Iordan Datcu, Tipologia legendei populare românești, în Revista de etnologie și folclor, serie nouă, 1/2007, p.169-171.

[Ovidiu Papadima, O viziune  românescă a lumii]
Teodor Vârgolici, Studii de Ovidiu Papadima, în România literară, LXI, nr.27, 10 iulie 2009, p.19.

[Theofil Simenscky, Dicționarul înțelepciunii]
Teodor Vârgolici, Dicționarul înțelepciunii, în România literară, XLI, nr.10, 13 martie 2009, p.12.

[Val Cordun, Timpul în răspăr. Încercare asupra anamnezei în basm]
Iordan Datcu, Basmul românesc și tantrismul indian, în Luceafărul, nr.39 (762), 1 mai 2006, p.6.

[Basme siberiene și de pe drumul marilor invazii]
[Simion Teodorescu-Kirileanu, Povești basarabene]
Nicolae Constantinescu, Basme siberiene și basme basarabene, în Cultura antropologică. Studii, cronici, comentarii, Editura Etnologică, București, 2016, p. 142-144. 

[N.Iorga, Istoria literaturii românești, vol. I-V]
Mircea Anghelescu, Iorga în ediție bibliofilă, în România literară, LIII, nr. 11, 12 martie 2021, p. 11. 

Priviri de ansamblu
D.Micu, Istoria literaturii române de la creația populară la postmodernism, 2000, p.732; Teodor Vârgolici; I.Oprișan sau pasiunea cărții. Jurnal de lectură, Ed. Saeculum I.O., Buc., 2005, 272 p.; Teodor Vârgolici; I.Oprișan, în Dicționarul general al literaturii române, L/O, 2005, p.716-718; Iordan Datcu, Oprișan, I., în Dicționarul etnologilor români, 2006, p.672-676; Aurel Sasu, I.Oprișan, în Dicționarul biografic al literaturii române, II, p.261-262; Iordan Datcu, Sub semnul unicornului, în Luceafărul, nr. 44, 6 decembrie 2006; Iordan Datcu, Gânduri la o aniversare. Ionel Oprișan discipol al lui George Călinescu, în Anuarul Muzeului Etnografic al Moldovei, XX, 2020, p.545-548.

*
Distincții
Premiul „Perpessicius” al revistei Manuscriptum, București, 1985, pentru ediția I.M. Sadoveanu. 
Premiul „B.P.Hasdeu” al Academiei Române, 1986, pentru vol. Opera lui Mihail Sadoveanu.
Premiul Librarilor, pentru ediția Opere, de M.Eminescu retipărirea ed.Perpessicius, 1994.
Premiul special al juriului Asociației Editorilor Români, pentru ediția Enciclopedia României, de Lucian Predescu, 1999.
Premiul de excelență al Asociației Române pentru Patrimoniu pentru Troițe românești. O tipologie, 2005. 
Premiul „Brâncoveanu“, acordat de Fundația „Alexandrion“ pentru vol. Mitul Brâncoveanu, 2014.
Diplomă de excelență acordată de Academia Română – Centrul European de Studii Covasna-Harghita pentru activitatea de cercetare cu privire la istoria, cultura și dăinuirea românilor din județele Covasna și Harghita (Basme fantastice românești, vol. XII), 2019.
Multe dintre cărțile personale și edițiile critice au fost premiate la târgurile de carte, în special la Iași (listă selectivă): 
Premiul ȘARAGA, pentru cea mai importantă ediție critică: Tudor Vianu, Dicționar de maxime comentate, 1997; 
Premiul BEST SELLER pentru cartea de cultură cu cel mai mare succes de librărie: Lucian Predescu, Encliclopedia României, 1999; 
Premiul LIBREX, pentru cel mai valoros program editorial, 2000; 
Premiul ȘARAGA, pentru cea mai importantă ediție critică: Gr. Nandriș, O radiografie a exilului românesc, 2000; 
Premiul LAURENȚIU ULICI pentru antologie literară, pentru lucrarea Istoria literaturii în evocări, 2001; 
Premiul ȘARAGA, pentru cea mai importantă ediție critică: Gh. F. Ceaușeanu, Supersițiile poporului român…, 2001; 
Premiul ȘARAGA, pentru cea mai importantă ediție critică, Publicistica politică, vol. I-II, de B.P.Hasdeu, 2002; 
Premiul ȘARAGA pentru cea mai importantă ediție critică: M. Eminescu, Opere, vol. I-V (ediția Perpessicius), 2003; 
Premiul DOSOFTEI, pentru bibliofilie, 2004; 
Premiul ȘARAGA pentru cea mai importantă ediție critică: Teohari Antonescu, Cultul Cabirilor în Dacia, 2005; 
Diploma de fidelitate a Bibliotecii Academiei Române, 2007;
Premiul ȘARAGA pentru cea mai importantă ediție critică: Corpusul receptării critice a operei lui M. Eminescu; N. Iorga, Istoria românilor din Ardeal și Ungaria, 2007;
Premiul OVIDIU, pentru editarea culturii clasice, 2008; 
Premiul ȘARAGA, pentru cea mai importantă ediție critică, Dicționarul înțelepciunii, de Theofil Simensky, 2009; 
Premiul IOAN PETRU CULIANU, pentru cea mai importantă editură care promovează istoria culturii și civilizației, 2010; 
Premiul OVIDIU, pentru editarea culturii clasice, 2011; 
Premiul ȘARAGA, pentru cea mai importantă ediție critică: B.P.Hasdeu, Satyrul, 2012; 
Premiul ȘARAGA, pentru cea mai importantă ediție, seria N.Iorga, Transilvania, vol.I-XII, 2013.
Premiul LAURENȚIU ULICI pentru antologie literară, 2019.

Membru al Uniunii Scriitorilor din România.
Membru al Societății Folcloriștilor Germani.
Președinte de onoare al Fundației naționale „B.P.Hasdeu”.

## Volume
- Oprișan, I. (2014), Mitul Brâncoveanu în creația populară românească, București: Editura Saeculum
- Oprișan I. (1989), Romanul vieții lui B.P. Hașdeu, ed. a II-a: B.P. Hașdeu sau Setea de absolut. Tumultul și misterul vieții, București, Editura Saeculum
- Oprișan I. (1999), G. Călinescu. Spectacolul personalității,  București, Editura Saeculum
- Oprișan I. (2001), Istoria literaturii române în evocări, propusă de… I. Oprișan